# Liste der geschützten Landschaftsbestandteile in Augsburg
In Augsburg gab es im März 2024 insgesamt 13 ausgewiesene geschützte Landschaftsbestandteile.

## Geschützte Landschaftsbestandteile
| Baumbestand an der Königsbrunner Straße 12                      | BW | LB-01589 | Augsburg                                            | ⊙ | 0,58 | 27. Okt. 1986 |
| Bäume und Sträucher im Bereich der Pferseer Wertachauen         |    | LB-01593 | Augsburg                                            | ⊙ | 29,6 |               |
| Bäume und Sträucher im Bereich des Altstadtrings                |    | LB-01594 | Augsburg                                            | ⊙ |      |               |
| Bäume und Sträucher im Bereich des Altstadtrings                |    | LB-01595 | Augsburg 80 Teilflächen:                            | ⊙ | 38,0 |               |
| Branntweinbach zwischen Hammerschmiede und Autobahn             |    | LB-01585 | Augsburg                                            | ⊙ | 1,43 |               |
| Flugplatzheide                                                  | BW |          | Augsburg, Haunstetten                               | ⊙ | 7    | 29. Apr. 2020 |
| Grünbestand an der Kathrainerstraße                             | BW | LB-01587 | Augsburg                                            | ⊙ | 0,20 | 20. Okt. 1977 |
| Grünbestand um das frühere Kurhaustheater in Augsburg-Göggingen | BW | LB-01586 | Augsburg                                            | ⊙ | 0,58 | 20. Okt. 1977 |
| Kastanie im Pfarrhof der evangelischen Kirche Heilig-Kreuz      |    | LB-01590 | Augsburg                                            | ⊙ |      | 16. Juli 1986 |
| Kastanie westlich der katholischen Heilig-Kreuz-Kirche          |    | LB-01591 | Augsburg                                            | ⊙ |      | 16. Juli 1986 |
| Kleiner Martinipark                                             | BW |          | Augsburg                                            | ⊙ |      |               |
| Silbermann-Park                                                 | BW | LB-01592 | Augsburg                                            | ⊙ | 1,55 | 10. Sep. 1984 |
| Wellenburger Allee                                              |    | LB-01588 | Augsburg 327 Linden entlang der Wellenburger Straße | ⊙ | 2,51 | 26. Nov. 1975 |
| Legende für Geschützter Landschaftsbestandteil                  |    |          |                                                     |   |      |               |